# Prise de Béjaïa (1410)
Pour les articles homonymes, voir Prise de Béjaïa.
La prise de Béjaïa de 1410 est une bataille par laquelle les contingents arabes d'Abou Abdallah prennent possession de Béjaïa.

## Contexte
À la mort d'Aboul Abbas en 1394, son fils Abû Fâris lui succède comme calife hafside. Celui-ci confie le commandement des provinces du pays à sa famille. Un jour, son cousin Abou Abdallah ben Abou Zakaria, gouverneur d'Annaba, décide d'attaquer son frère Abou Bakr ben Aboul Abbas, gouverneur de Constantine, et assiège sa ville. Abû Fâris lève alors une armée et défait près de la Seybouse son cousin, qui réussit à fuir et à s'exiler à Fès auprès du sultan mérinide Abû Saïd Uthmân III, auquel il demande du soutien.
Entre-temps, les relations entre les Hafsides et les Banu Sulaym de l'Ifriqiya étant devenues conflictuelles, un groupe de Banu Sulaym se rend à Fès pour demander une aide au sultan Abû Saïd Uthmân III. Le sultan mérinide finit par accepter, et offre au prince hafside Abou Abdallah le commandement d'une armée mérinide complétée par d'autres tribus marocaines, en plus des Banu Sulaym.

## Déroulement
L'armée arabo-mérinide marche jusqu'à Béjaïa, où elle reçoit des renforts de Banu Sulaym s'étant soumis au prince Abou Abdallah. Parmi eux, le marabout Cheikh Hakim qui présente au prince la prise de Tunis comme facile, ce qui pousse Abou Abdallah à renvoyer l'armée mérinide chez elle. Il s'empare alors de Béjaïa avec son armée arabe, son gouverneur Abou Yahya prenant la fuite par mer. Il nomme ensuite son fils El Mansour ben Abou Abdallah comme gouverneur de la ville, et part pour combattre Abû Fâris.

## Conséquences
Abû Fâris profite de l'éloignement de l'armée d'Abou Abdallah pour reprendre Béjaïa peu de temps après. Trahi par Cheikh Hakim, Abou Abdallah est abandonné par ses partisans arabes, et se fait capturer puis décapiter par l'armée hafside. Sa tête est envoyée au sultan mérinide Abû Saïd Uthmân III à Fès.
Décidé à se venger du soutien accordé par Abû Saïd Uthmân III, Abû Fâris mène une campagne vers l'ouest et s'empare de Tlemcen, puis s'approche de Fès, mais fuit après les offres de paix d'Abû Saïd Uthmân III qu'il accepte.